# Huta Towarzystwo
Huta Towarzystwo – część wsi Mstowo w Polsce, położona w województwie kujawsko-pomorskim, w powiecie włocławskim, w gminie Chodecz.
W latach 1975–1998 Huta Towarzystwo administracyjnie należała do województwa włocławskiego.